# Falguière (Métro Paris)

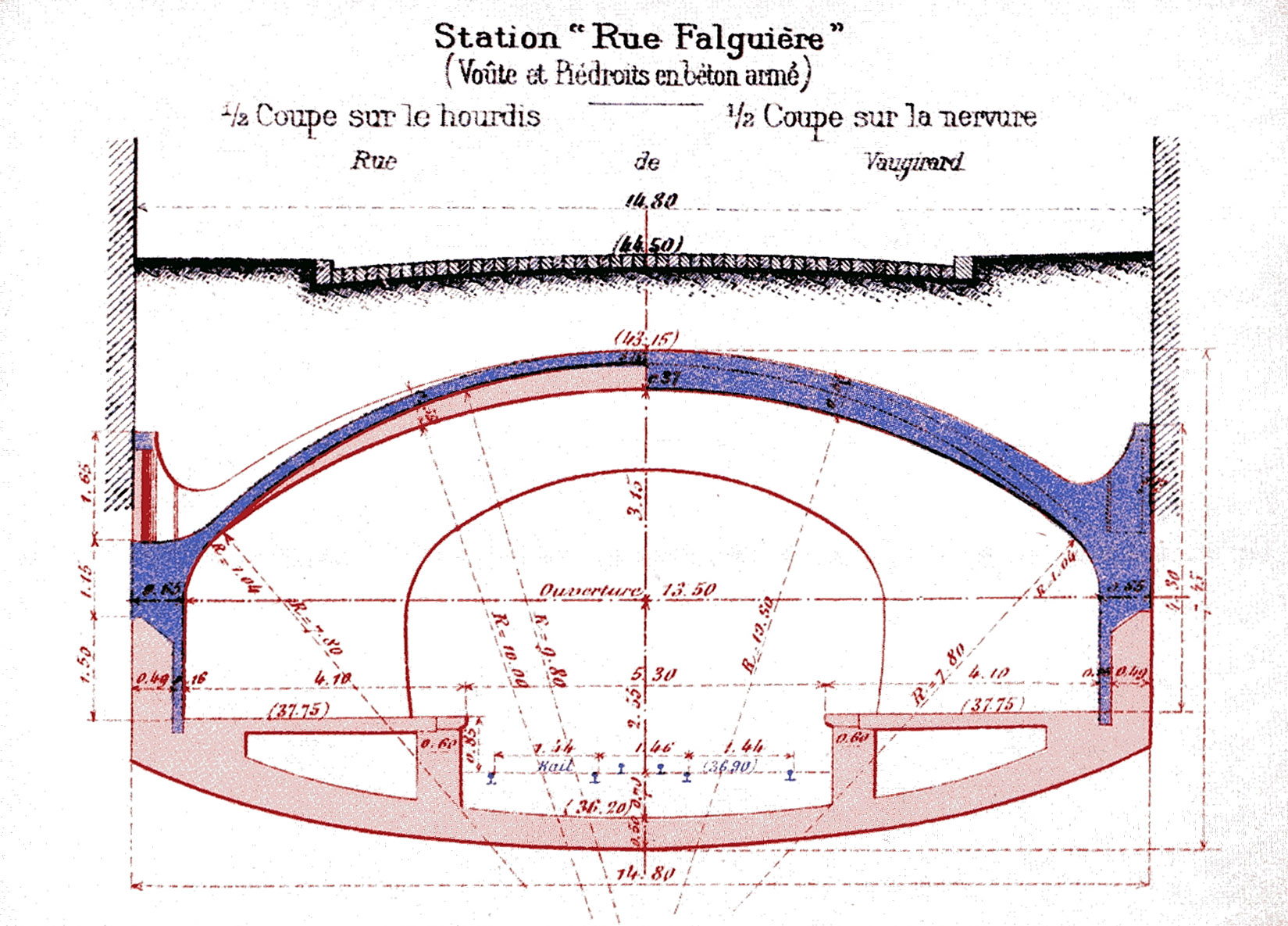
Querschnitt der Station

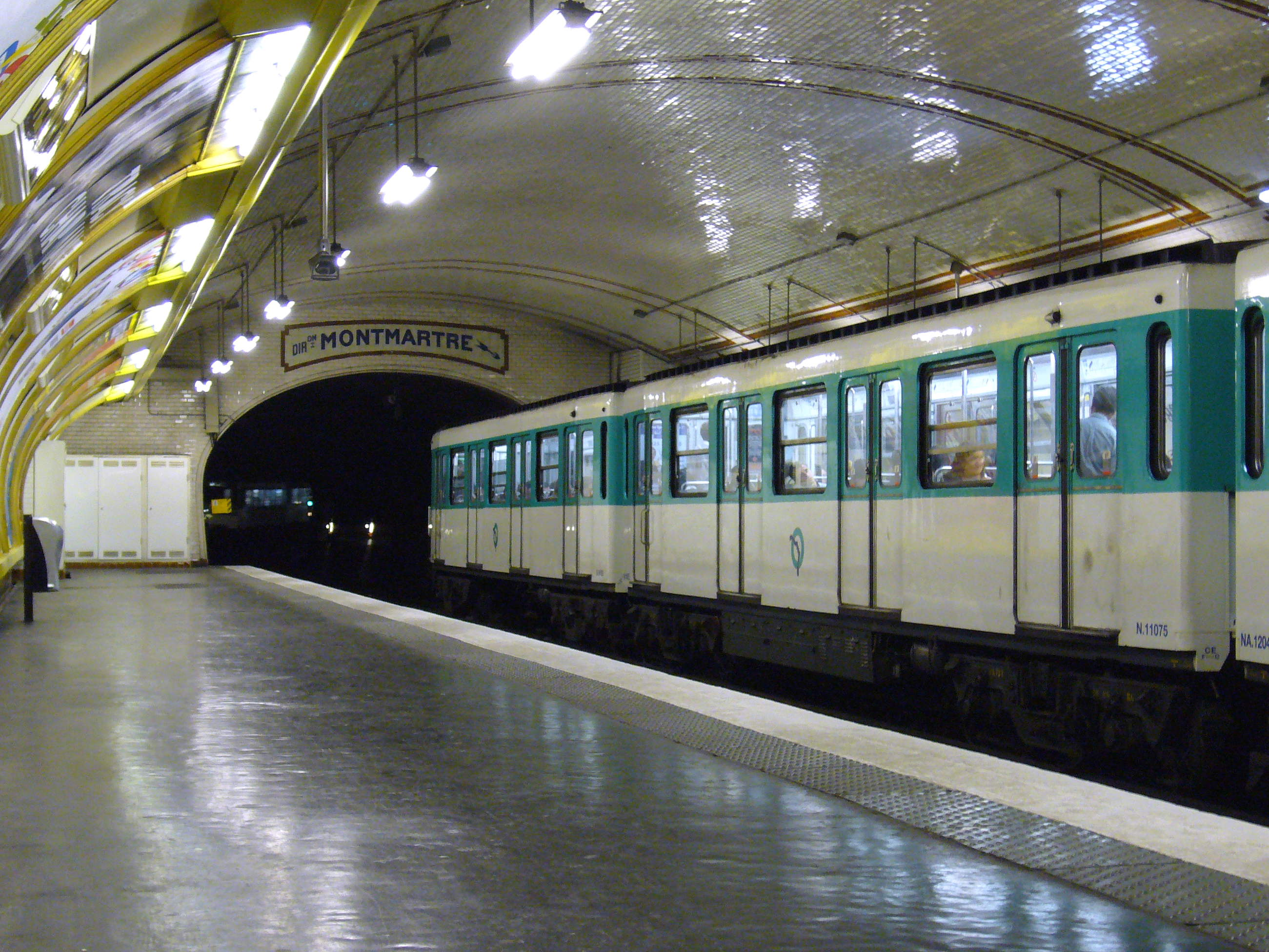
Südwestlicher Tunnelmund mit für die Nord-Sud-Bahnhöfe typischer Fahrtrichtungsangabe und Zug der Baureihe MF 67

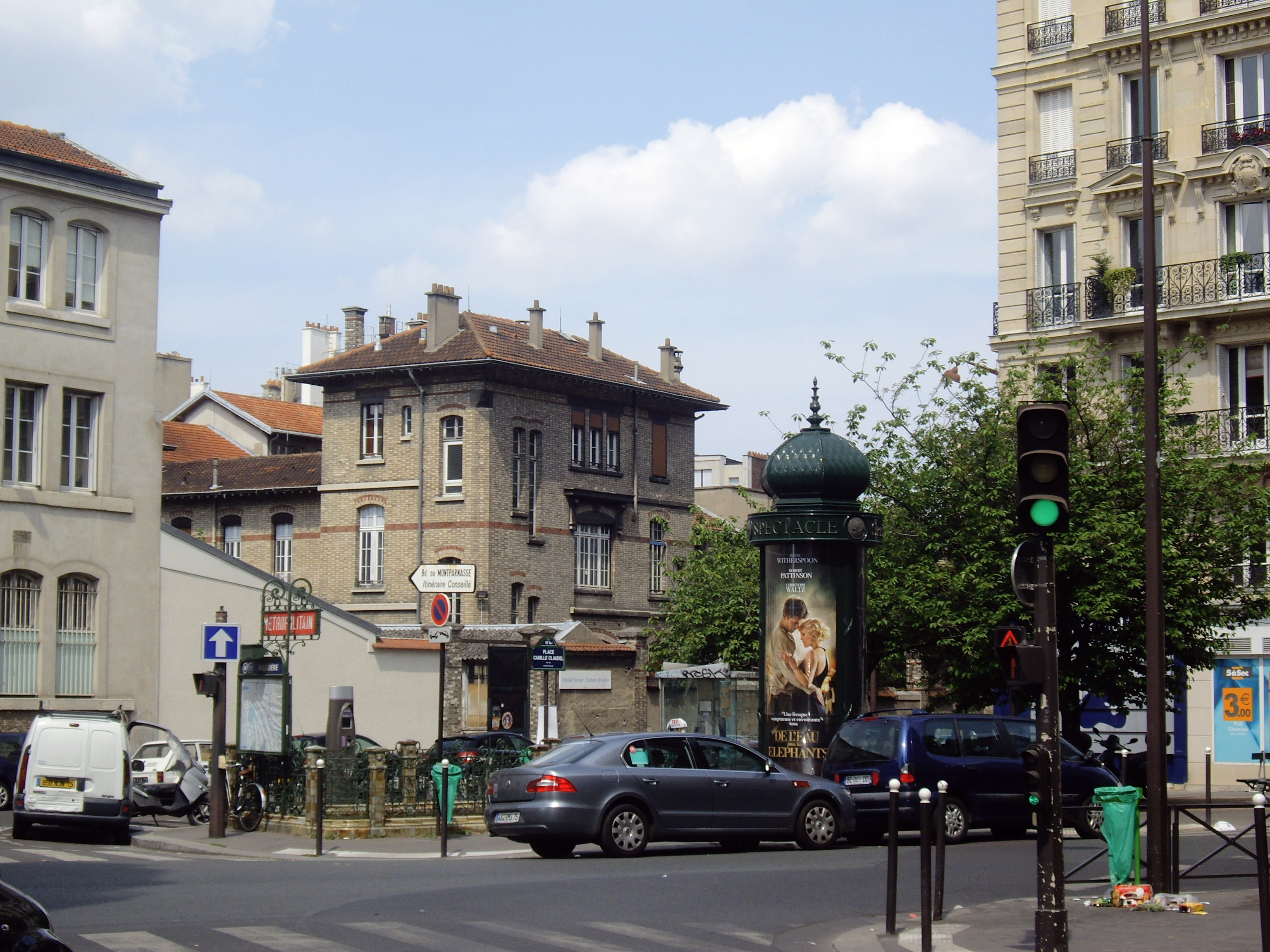
Zugang an der Place Camille Claudel

Falguière [falɡjɛʁ] ist eine unterirdische Station der Linie 12 der Pariser Métro.

## Lage
Der U-Bahnhof befindet sich im Quartier Necker des 15. Arrondissements von Paris. Er liegt längs unter der Rue de Vaugirard nordöstlich der Place Camille Claudel.

## Name
Namengebend ist die dort abgehende Rue Falguière. Alexandre Falguière (1831–1900) war ein Bildhauer und Maler, den die Académie Française 1859 mit dem Prix de Rome auszeichnete. Er ist auf dem Friedhof Père-Lachaise begraben.

## Geschichte
Die Linie 12 wurde als Linie A von der Société du chemin de fer électrique souterrain Nord-Sud de Paris (Nord-Sud) gebaut und bis 1930 von ihr betrieben. Mit der Eröffnung des ersten Abschnitts von Notre-Dame-de-Lorette bis Porte de Versailles ging die Station Falguière am 5. November 1910 in Betrieb. Am 27. März 1931 wurde die Linie A in Linie 12 umbenannt, nachdem die Nord-Sud im Vorjahr in der bislang konkurrierenden Compagnie du chemin de fer métropolitain de Paris (CMP) aufgegangen war.

## Beschreibung
Unter einem elliptischen, weiß gefliesten Gewölbe liegen zwei Seitenbahnsteige an zwei Streckengleisen. Die Station weist die ursprüngliche Pariser Standardlänge von 75 m, ausreichend für Fünf-Wagen-Züge, auf. Die Bahnsteige sind 4,10 m breit, die gesamte Breite der Station beträgt 13,50 m. Wegen der ursprünglich auf den Strecken der Nord-Sud vorhandenen Oberleitung ist sie geringfügig höher als die unter ähnlichen Gewölben liegenden CMP-Stationen. Anders als bei den von der CMP errichteten Stationen folgen die Seitenwände im unteren Bereich nicht der Krümmung der Ellipse, sondern verlaufen senkrecht. Typisch für die U-Bahnhöfe der Nord-Sud wurde die Station etwas prunkvoller als die Stationen der CMP erbaut.
Die einzige Zugang liegt an der Place Camille Claudel. Der dort ursprünglich angebrachte Schriftzug NORD-SUD wurde nach 1930 durch METROPOLITAIN ersetzt.

## Fahrzeuge
Auf der Linie 12 verkehrten zunächst Züge der Nord-Sud-Bauart Sprague-Thomson, die sich in mehreren Punkten von den Sprague-Thomson-Fahrzeugen der CMP unterschieden. Auffallendes Merkmal war die Stromversorgung des führenden Triebwagens mittels eines Pantographen. Nach der Übernahme der Nord-Sud durch die CMP wurde diese Betriebsform in den 1930er Jahren aufgegeben. In den 1970er Jahren schieden die Nord-Sud-Züge zugunsten der Sprague-Thomson-Regelbauart aus, 1977 kamen dann moderne Züge der Baureihe MF 67 auf die Strecke.